# Contea di Harper (Oklahoma)
La contea di Harper (in inglese Harper County) è una contea dello Stato dell'Oklahoma, negli Stati Uniti. La popolazione al censimento del 2000 era di 3 562 abitanti. Il capoluogo di contea è Buffalo.